# Calosota ariasi
Calosota ariasi är en stekelart som beskrevs av Bolivar y Pieltain 1929. Calosota ariasi ingår i släktet Calosota och familjen hoppglanssteklar.
Artens utbredningsområde är Spanien. Inga underarter finns listade.